# 小笠原智一
小笠原 智一（おがさわら ともかず、2000年12月15日 - ）は、神奈川県藤沢市出身の元プロ野球選手（投手）。兵庫ブレイバーズに所属していた。
兄はワシントン・ナショナルズ投手の小笠原慎之介。

## 経歴
幼少期からプロ野球選手に憧れを抱き、藤沢市立善行中学校在学時、兄・慎之介も所属した硬式野球チーム「湘南クラブ」に所属。しかし、直球は最速120km/hがやっとで、常に二軍だった。
高校は自宅から通えることを最優先に藤沢翔陵高等学校に進学。100人を超える部員がいる野球部ではポジション争いに敗れ、なかなか活躍できなかったが、2年生の終わりごろからスリークォーターの変則投法を身につけ、3年生春に初めてベンチ入り。監督の川俣浩明からは「切り札」として活躍に期待された。春季神奈川大会3回戦で横浜戦での先発登板が公式戦初登板となったが、3回途中3失点で降板し、チームはコールド負けを喫した。第100回全国高校野球選手権記念南神奈川大会では3回戦で平塚工科戦で初登板し、1回を打者3人で締めた。ノーシードで準々決勝まで勝ち進むも、鎌倉学園戦にて延長12回でサヨナラ負けを喫し、甲子園出場はならなかった。
高校卒業後は野球にこだわらず、専門学校進学も考えていたが、兄・慎之介からの野球を続けてほしいという気持ちを酌み、高校時代の指導者からの紹介で福島県に行き、医療機器販売のエクスターメディカルに入社。同社で営業として働きながら、同社が母体のクラブチーム・郡山アスレチックスBCに入団。2019年5月3日、第90回都市対抗野球大会1次予選福島県大会初戦の対郡山ベースボールクラブ戦の先発を任され、これが社会人野球公式戦デビューとなったが、3回途中4失点で降板している。それでも監督の吉田篤史は「高校3年のころに比べたら別人」と成長に目を細め、主戦で起用され続けていた。しかし、11月に同チームの活動縮小の方針を告げられ、同年末限りで退団・退社した。
退団・退社後はフリーターで生計を立てながら、社会人野球部のテストを受けるなど新たな進路を模索。地元・神奈川県の新球団・神奈川フューチャードリームスが独立リーグ・ルートインBCリーグに新たに参戦することもあり、2020年2月8日の同リーグの合同トライアウトに参加。しかし、同リーグの球団から指名されることはなかった。その後、同年2月20日付でさわかみ関西独立リーグの兵庫ブルーサンダーズ（現・兵庫ブレイバーズ）への入団が発表された。
2020年シーズンは開幕投手に立候補し、開幕戦となる6月13日の対堺シュライクス戦（県立三木防災公園野球場）に先発登板。3回に2点を失ったものの、6回を投げきり試合を作る役割を果たしたが、堺の先発・佐野太河の好投を前にチームが逆転できず、1対2で試合が終わり、惜しくも敗戦投手となった。8月18日の対堺戦（黒田庄ふれあいスタジアム）で、3失点完投勝利を挙げ、シーズン公式戦初勝利を果たした。自身にとって、初めての完投勝利だったという。また、奇しくも中日ドラゴンズ所属の兄・慎之介も、同日にNPB公式戦（対東京ヤクルトスワローズ戦）で今シーズン先発初勝利を挙げている。
2021年（このシーズンは「神戸三田ブレイバーズ」の球団名を使用）はリーグの規定到達者の中で防御率3位、WHIP1位の好成績を収めた。
2022年4月3日に開幕投手として和歌山ファイティングバーズ戦（現・和歌山ウェイブス）（アメニスキッピースタジアム）で先発し、7回1失点と好投を見せたが敗戦投手となった。
2023年9月21日のシーズン最終戦となる淡路島ウォリアーズ戦（淡路佐野野球場）での先発登板を最後とし、同年をもって兵庫を退団した。退団後は群馬県のクラブチームに移籍し、支援を受ける企業の工場で働きながらプレーする予定と報じられた。
2025年4月、群馬県の暁工業が支援するクラブチーム・太田暁工業硬式野球クラブへの所属が発表された。暁工業社員採用の社員選手としてプレーする。

## 選手としての特徴・人物
球速は最速135km/h程度。高校入学時はオーバースローだったが、高校2年生の10月の頃から腕を下げ、スリークォーターのフォームに変更。3月に川俣浩明の指導で更に手が加えられ、セットポジションでモーションする前から左肩を入れるフォームに修正。投球時に左足が三塁側に踏み出してやや横から投げる極端なインステップ投法で、ボールの出所が見づらい変則投法を武器にする。本人によると、体が開く悪い癖を直しながら、腰が柔らかい長所を活かしたフォームであるという。
軸足に体重を乗せるのが甘い投球フォームをしており、セットポジション・クイックモーションの際だと、早く投げようとして更に体重の移動が甘くなり球威が落ちてしまう弱点を抱える。
夏の甲子園を制覇するなど優秀な投手だった兄の小笠原慎之介と比較され、中学の段階で「あ、アニキとはレベルが違うな」と感じていた。高校進学時も単に野球を楽しみたいという本人の気持ちとは裏腹に周囲から好奇の目で見られ、更に周囲の期待ほどの実力がなかったために「本当に兄弟？」「左に転向したら？」「小笠原の弟なんだから、練習して追いつけよ」とからかわれていた。3年生に控え投手としてベンチ入りしたときも兄が中日で着ける背番号と同じ「11」をつけられ、「俺は、メディア要員だな」と達観した心持ちで苦笑していた。それでも兄の慎之介は弟の智一に野球を続けてもらいたく、「年間100万円くらいなら野球用品に使っていいよ」と学費を出してもらっていた。野球にこだわらず、専門学校に進学しようとした際に「なんで野球を続けないやつに、俺はお金払ってるんだ？」とつぶやかれ、そのときに初めて野球をやってもらいたいんだと気づき、野球を続ける決心をした。
高校時代に知人の紹介で見た3B juniorのライブ映像で、全身を使ってステージで懸命に表現するアイドルの姿に胸を撃ち抜かれ、「自分は今まで全力でやってきただろうか」と野球続行の背中を押してもらったという。ちなみに鈴木萌花を推している。

## 詳細情報

### 独立リーグでの年度別投手成績
| 年 度     | 球 団              | 登 板 | 先 発 | 完 投 | 完 封 | 無 四 球 | 勝 利 | 敗 戦 | セ 丨 ブ | ホ 丨 ル ド | 勝 率 | 打 者 | 投 球 回 | 被 安 打 | 被 本 塁 打 | 与 四 球 | 敬 遠 | 与 死 球 | 奪 三 振 | 暴 投 | ボ 丨 ク | 失 点 | 自 責 点 | 防 御 率 | W H I P |
| --------- | ------------------ | ----- | ----- | ----- | ----- | -------- | ----- | ----- | -------- | ----------- | ----- | ----- | -------- | -------- | ----------- | -------- | ----- | -------- | -------- | ----- | -------- | ----- | -------- | -------- | ------- |
| 2020      | 兵庫 神戸三田 兵庫 | 9     | -     | 1     | 0     | -        | 2     | 4     | 0        | -           | .333  | 237   | 52.2     | 68       | 2           | 18       | -     | 3        | 23       | 2     | -        | 33    | 27       | 4.61     | 1.63    |
| 2021      | 兵庫 神戸三田 兵庫 | 14    | 14    | 1     | 0     | 0        | 7     | 3     | 0        | 0           | .700  | 401   | 95.1     | 74       | 2           | 34       | -     | 7        | 56       | 7     | 0        | 36    | 25       | 2.36     | 1.13    |
| 2022      | 兵庫 神戸三田 兵庫 | 18    | 10    | 1     | 0     | 1        | 2     | 6     | 0        | 2           | .250  | 274   | 61.1     | 67       | 2           | 21       | -     | 5        | 26       | 3     | 0        | 39    | 28       | 4.11     | 1.43    |
| 2023      | 兵庫 神戸三田 兵庫 | 20    | 14    | 1     | 1     | 0        | 5     | 10    | 0        | 0           | .333  | 408   | 92.1     | 93       | 1           | 36       | -     | 5        | 65       | 5     | 0        | 46    | 39       | 3.80     | 1.40    |
| 通算：4年 | 通算：4年          | 61    | -     | 4     | 1     | -        | 16    | 23    | 0        | -           | .410  | 1320  | 301.2    | 302      | 7           | 109      | -     | 20       | 170      | 17    | -        | 154   | 119      | 3.55     | 1.36    |

- 2023年度シーズン終了時
- 各年度の太字はリーグ最高

### 背番号
- 41 （2020年）
- 20 （2021年 - 2023年）